# Ньюнгве
Лес Ньюнгве — большой лесной массив, расположенный на юго-западе Руанды, на границе с Бурунди; на юге он граничит с национальным парком Кибира, а также озером Киву и Демократической Республикой Конго на западе. Тропический лес Ньюнгве, вероятно, является наиболее хорошо сохранившимся горным тропическим лесом в Африке. Он расположен на водоразделе между бассейном реки Конго на западе и бассейном реки Нил на востоке. С восточной стороны леса Ньюнгве выходит также один из рукавов истоков Нила.
Национальный парк Ньюнгве был основан в 2004 году и занимает площадь около 1019 км² тропических лесов, бамбуковых зарослей, травянистых лугов, болотистых лесов и торфяных болот. Ближайший к парку город — Чьянгугу, расположенный в 54 км к западу. В границах парка находится гора Бигугу (2921 м). В октябре 2020 года Совет по развитию Руанды подписал соглашение с неправительственной Южно-Африканской организацией African Parks, согласно которому последняя взяла на себя управление национальным парком Ньюнгве на следующие 20 лет. 17 сентября 2023 года парк Ньюнгве был выбран в качестве объекта Всемирного природного наследия на 45-й сессии Комитета всемирного наследия ЮНЕСКО.

## Животная жизнь

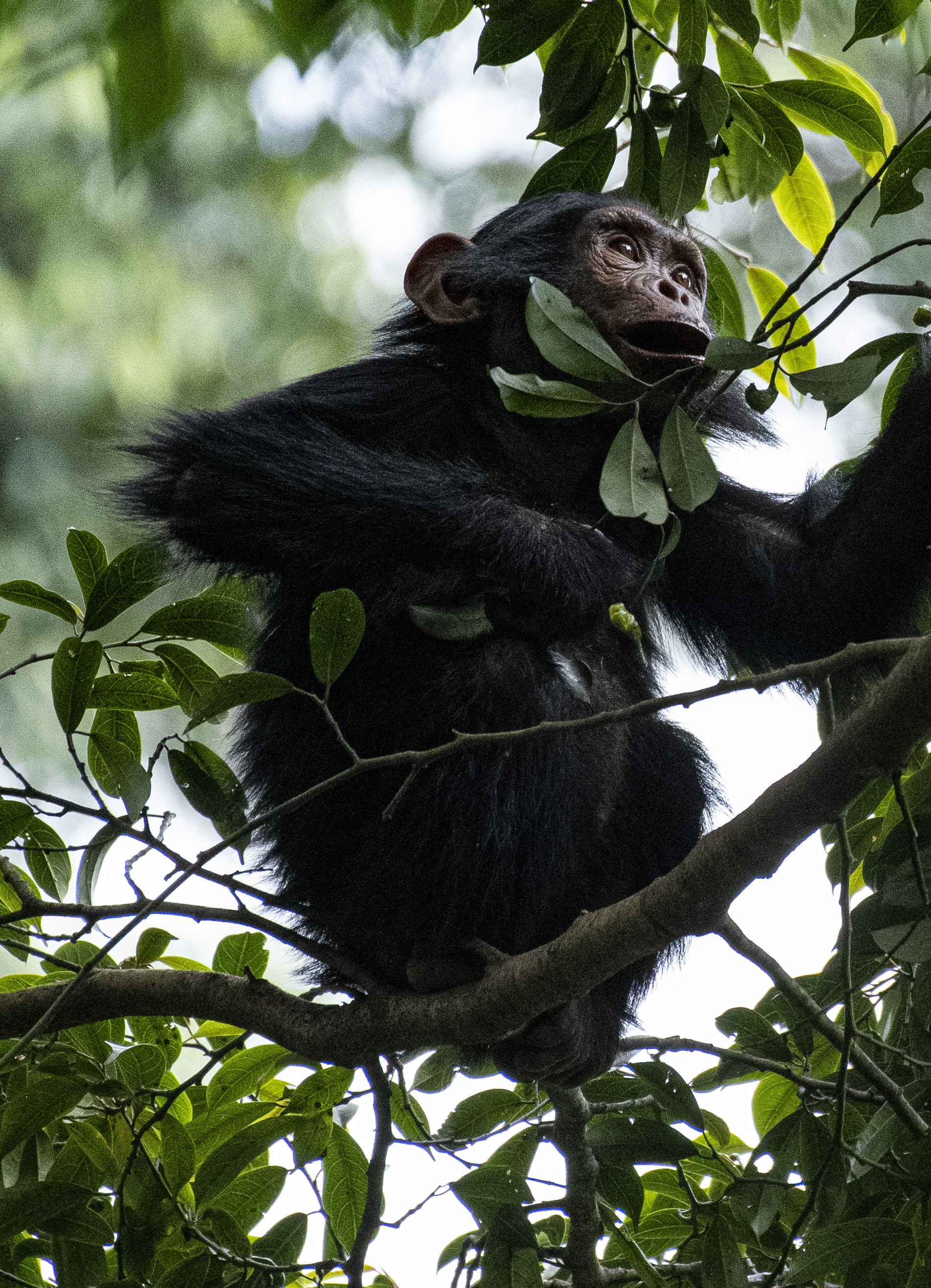
Молодой шимпанзе в национальном парке Ньюнгве Форест, Руанда

В лесу Ньюнгве обитает большое и разнообразное количество животных видов, что делает его важным объектом сохранения биоразнообразия в Африке. Лес расположен в регионе, в котором встречаются несколько крупных биогеографических зон, а разнообразие наземных биомов обеспечивает широкий спектр микросред обитания для различных видов растений и животных.
В парке обитают 13 видов приматов (25 % от общего количества видов приматов в Африке), 317 видов птиц, 1068 видов растений, 85 видов млекопитающих, 32 вида земноводных и 38 видов рептилий. Многие из этих животных относятся к видам с ограниченным ареалом и встречаются только в экорегионе горных лесов рифта Альбертин в Африке.
Фактически, количество эндемичных видов, обнаруженных здесь, больше, чем в любом другом лесу рифта Альбертин. Лес, максимальная высота которого достигает 3000 метров над уровнем моря, представляет особый интерес из-за присутствия колоний шимпанзе (Pan troglodytes) и ангольского колобуса (Colobus angolensis), последние в настоящее время вымерли в Анголе из-за интенсивной охоты на них человеком.

### Виды приматов
- Обыкновенный шимпанзе (Pan troglodytes)
- Ангольский колобус (Colobus angolensis ruwenzori)
- Бородатая мартышка (Cercopithecus l’hoesti)
- Серебряная мартышка (Cercopithecus doggetti)
- Золотая обезьяна подвид Голубой мартышки (Cercopithecus kandti)
- Совинолицая мартышка (Cercopithecus hamlyni)
- Краснохвостая мартышка (Cercopithecus ascanius)
- Мартышка Дента (Cercopithecus denti)
- Верветка (Chlorocebus pygerythrus)
- Павиан анубис (Papio anubis)
- Гривистый маннабей (Lophocebus albigena)

## История

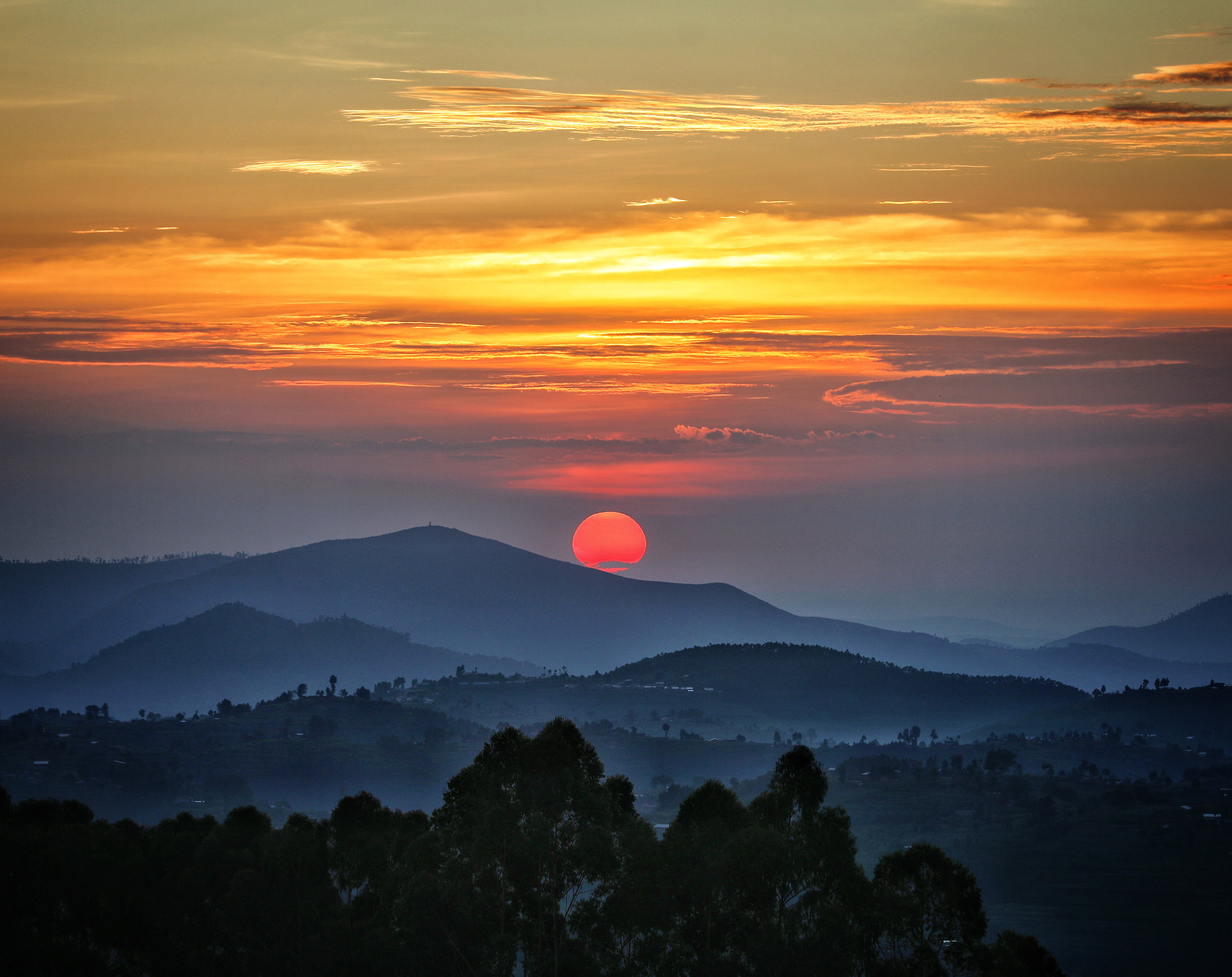
Восход солнца в Ньюнгве

Лесной заповедник Ньюнгве был основан в 1933 году бельгийским колониальным правительством. В 1920-х годах бельгийцы захватившие земли Руанды были обеспокоены ускорением превращения лесов в пастбища.
Принятые колониальным правительством законы, регулирующие лесные запасы Руанды, запрещали вырубку лесов для нужд сельского хозяйства, но сохраняли права общин на вырубку и сбор дров и разрешают коммерческую эксплуатацию древесины ценных лиственных пород. Однако правоприменительная практика закона была очень слабой, и местные жители продолжали использовать лес для охоты, сбора мёда, рубки леса, натурального хозяйства и добычи золота.
Руанда стала независимой в 1962 году, и лесные запасы страны перешли в ведение созданного Министерства сельского хозяйства. С 1958 по 1973 год площадь леса Ньюнгве сократилась более чем на 150 км² из-за пожаров, вырубки леса, охоты на животных и локального сельского хозяйства. В это время близлежащие леса Гишвати (Руанда) и Вирунга (ДР Конго) были вырублены наполовину.
В 1969 году слоны в Ньюнгве все ещё исчислялись сотнями. В 1974 году в Ньюнгве охотники убили последнего буйвола.
Начавшаяся в 1994 году в Руанде война и геноцид нанесли удар и по парку. Ряд сотрудников парка бежали из страны. Он начал восстанавливаться в 1995 году, но безопасность и стабильность пришли не сразу. В 1999 году последний слон в Ньюнгве был убит на болоте браконьерами.
В 2005 году правительство Руанды объявило Ньюнгве официальным национальным парком, придав ему охраняемый статус — самый высокий уровень защиты в стране.
17 сентября 2023 года парк Ньюнгве был выбран в качестве объекта Всемирного природного наследия на 45-й сессии Комитета всемирного наследия ЮНЕСКО.